# Fractofusus
Fractofusus ist ein Fossil aus dem Ediacarium Neufundlands, das zu den Rangeomorpha gerechnet wird und bislang in der Gattung Fractofusus misrai beschrieben wurde.

## Entdeckung und Typlokalität
Fractofusus misrai wurde im Sommer 1967 vom indischen Geologen S. B. Misra im Verlauf seiner Masterarbeit am Mistaken Point der Avalon-Halbinsel Neufundlands entdeckt. Die Entdeckung der Biota von Mistaken Point wurde 1968 im Wissenschaftsmagazin Nature publiziert. Die wissenschaftliche Erstbeschreibung des Taxons erfolgte aber erst 2007 durch Gehling und Narbonne, die es nach Professor Misra benannten. Die Erstbeschreiber beschrieben in derselben Arbeit eine zweite Art der Gattung, Fractofusus andersoni.

## Etymologie
Der Gattungsname Fractofusus (‚zerbrochene Spindel‘) ist eine zusammengesetzte Wortschöpfung aus dem lateinischen fractus (‚ge-, zerbrochen‘) und fusus (‚Spindel‘). Die Artbezeichnung misrai ist der lateinische Genitiv des Entdeckernamens.

## Beschreibung

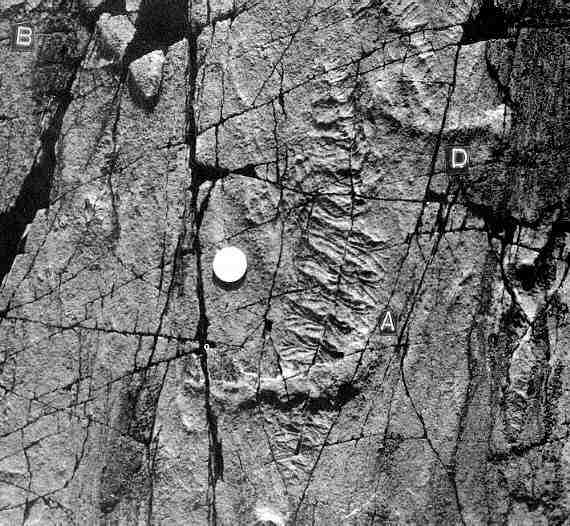
Spindelförmiger Organismus von Fractofusus misrai

Fractofusus erreichte Körpergrößen mit einer Länge zwischen 3 und 22 Zentimetern und einer Breite von 1 bis 8 Zentimetern. Der Organismus besaß einen flachen, spindelförmigen Körper aus mindestens zwei ebenen blattförmigen Strukturen, die sich an einer zickzackförmigen Mittelkomissur trafen. Ober- und Unterseite waren nicht morphologisch gegeneinander differenziert. Jedes Blatt bestand aus länglichen Modulen, die sich von dieser Mittelachse bis zum Außenrand erstreckten. Die Gesamtform war oval, die Module in der Mitte waren größer als die zu beiden Enden hin, jedes Blatt bestand aus 15 bis 25 Modulen. Die Module bestanden aus Untermodulen, die in ihrer Gestalt einer kleineren Ausgabe des Gesamtmoduls entsprachen (fraktale Organisation).
In seiner Diplomarbeit von 1968 beschreibt Misra ausführlich die am Mistaken Point vorgefundene Faunengemeinschaft, ihre chronologische Stellung, die herrschenden, ökologischen Bedingungen und die Ursachen ihres urplötzlichen Verschwindens. Ein weiterer, ausführlicher Bericht der Biota erfolgte 1969 im Bulletin der Geological Society of America.
Misra unterteilte die Faunengemeinschaft in fünf Gruppen:
- Spindeln
- Blätter
- Rundformen
- Dendriten
- Radialstrahler

Jede einzelne dieser Gruppen wurde durch ihre jeweilige Verteilung, äußere Gestalt, Unterkategorien und biologische Affinität definiert. 
Die geologischen Gegebenheiten der fossilführenden Sedimente und die ökologischen Bedingungen im damaligen Conception-Meer beschrieb Misra in zwei folgenden Arbeiten aus den Jahren 1971 und 1981.

## Taphonomie
Fractofusus ist in den Sedimenten der Mistaken Point-Formation als Abdruck bzw. Hohlform in feinkörnigem Schluffstein erhalten, der auf vulkanische Aschenablagerung zurückgeht. Ein untermeerischer Aschenstrom bedeckte hier offenbar plötzlich den belebten Ozeanboden mit den „farnwedel-artigen“ Organismen (Fronds), wobei die Fractofusus-Fronds zunächst erhalten blieben und nach ihrer Verwesung in negativem Relief von der Asche abgeformt wurden. Die Erstbeschreiber schließen aus den Erhaltungsbedingungen, dass sie, anders als die meisten Frondomorpha, im Leben nicht aufrecht auf dem Ozeanboden standen, sondern eher kriechend der Oberfläche anlagen.

## Ökoreservat
Die Fundstelle bildet mittlerweile Teil des Ökoreservats Mistaken Point Ecological Reserve, eines 5,7 Quadratkilometer großen Küstenabschnitts, in dem die fossilführenden Gesteine unter Schutz stehen.